# L'altra mirada
L'altra mirada, títol original La otra mirada i inicialment anomenada Alma Mater, és una sèrie produïda per Boomerang TV per a la cadena espanyola La 1. És protagonitzada per Macarena García, Patricia López Arnaiz, Ana Wagener i Cecilia Freire, entre d'altres. Encara que la seva estrena estava prevista per a estiu de 2018, Televisió Espanyola va decidir avançar-lo al 25 d'abril del mateix any. TV3 la va emetre, doblada al català, a partir del 20 de juliol del 2020.
El 25 d'octubre de 2018, RTVE va decidir renovar la sèrie per una segona i última temporada de 8 capítols malgrat que els seus índexs d'audiència no van ser brillants. Aquesta temporada va comptar amb la notòria baixa de Cecilia Freire com a personatge principal, cobrint el seu buit l'actriu Melina Matthews interpretant a una nova professora de l'acadèmia.

## Argument
Ambientada en una acadèmia per a senyoretes a la Sevilla dels anys 20, mostra un centre d'ensenyament aferrat a una forma indestructible de fer les coses i a les tradicions pròpies de la ciutat i dels temps. Tot aquest univers i els seus pilars es trontollen amb l'arribada d'una nova professora, amb una forma molt diferent de veure les coses i que té un objectiu secret relacionat directament amb l'acadèmia. La cerca de la pròpia veu d'un grup de dones adultes i joves serà la destinació de les protagonistes.

## Repartiment[6]

### Primera temporada

#### Repartiment principal
- Macarena García - Manuela Martín Casado
- Patricia López Arnaiz - Teresa Blanco Sánchez
- Ana Wagener - Luisa Fernández Mayoral
- Cecilia Freire - Ángela López Castaño

#### Repartiment secundari
- Gloria Muñoz - Doña Manuela Casado García (Episodi 1 - Episodi 5, Episodi 7 - Episodi 8, Episodi 11, Episodi 13)
- Carlos Olalla - Don Pascual Martín (Episodi 1 - Episodi 4, Episodi 7 - Episodi 8, Episodi 13)
- Begoña Vargas - Roberta Luna Miñambres
- Lucía Díez - Margarita Ortega-Sánchez Camaño y López de Carrizosa
- Carla Campra - Flavia Cardesa González
- Paula de la Nieta - Macarena Panduro Alén
- Abril Montilla - María Jesús Junio Crespo
- Elena Gallardo - Candela Megía Rodas
- Juanlu González - Ramón
- Álvaro Mel - Tomás Peralta García de Blas (Episodi 1 - Episodi 5, Episodi 7 - Episodi 13)
- Pepa Gracia - Paula Alén (Episodi 3, Episodi 5, Episodi 7, Episodi 9, Episodi 12 - Episodi 13)
- Jordi Coll - Martín Arteaga Gómez-Berzosa (Episodi 3 - Episodi 4, Episodi 7 - Episodi 8, Episodi 11 - Episodi 13)
- Alejandro Sigüenza - David (Episodi 3, Episodi 5, Episodi 9, Episodi 11 - Episodi 13)
- José Pastor - Rafael "Rafita" Peralta García de Blas (Episodi 1 - Episodi 4, Episodi 7 - Episodi 8)
- José Luis Barquero - Álvaro Peralta García de Blas (Episodi 1 - Episodi 4, Episodi 7 - Episodi 8)
- Celia Freijeiro - María Antonia Miñambres (Episodi 5 - Episodi 6, Episodi 8, Episodi 13)
- Filipe Duarte - Vanildo "Nildo" Zacarías de Azevedo (Episodi 1 - Episodi 6, Episodi 13)

#### Repartiment episòdic
- José Emilio Vera - José Francisco Luna, pare de Roberta (Episodi 5 - Episodi 6, Episodi 8, Episodi 13)
- Pilar Cano - Susana González, mare de Flavia (Episodi 5, Episodi 7 - Episodi 8, Episodi 13)
- Ignacio Rosado - Pare de Flavia (Episodi 5, Episodi 7 - Episodi 8, Episodi 13)
- Raúl Ferrando - Enrique Hidalgo (Episodi 5, Episodi 7, Episodi 9, Episodi 12 - Episodi 13)
- Álvaro Sanz (Episodi 3, Episodi 9, Episodi 12 - Episodi 13)
- Rodrigo Sanmartín (Episodi 3, Episodi 9, Episodi 12 - Episodi 13)
- Gonzalo Casado (Episodi 3, Episodi 9, Episodi 12 - Episodi 13)
- José Luis Casado (Episodi 3, Episodi 9, Episodi 12 - Episodi 13)
- Ismael Martínez (Episodi 3, Episodi 9, Episodi 12 - Episodi 13)
- Manuel Domínguez (Episodi 13)
- David Pavón (Episodi 12)
- María Rivero (Episodi 11)
- Paco Mora - Arcadio Pérez Fernández (Episodi 2, Episodi 4, Episodi 6, Episodi 10)
- Marcelo Casas (Episodi 10)
- Carolina García Herrera - Alicia Megía Rodas, germana de Candela (Episodi 9)
- Nico Montoya (Episodi 9)
- José Luis Rasero (Episodi 9)
- Javier Mora - Don Rafael Peralta (Episodi 4 - Episodi 5, Episodi 7 - Episodi 8)
- Alberto González - Juez Fernando Lara Fandiño (Episodi 8)
- Marco Cáceres - Diego, ajudant de Ramón (Episodi 8)
- Gonzalo Molina (Episodi 8)
- Mercedes Arbizu - María de Maeztu (Episodi 7)
- Juan Carlos Villanueva - Pare de Teresa Blanco (Episodi 1, Episodi 5 - Episodi 6)
- Alberto Bejarano (Episodi 5 - Episodi 6)
- Cristina Sánchez-Cava - Rocío, secretària de la Fábrica Peralta (Episodi 6)
- Elia Navaroa (Episodi 4)
- Mariví Carrillo (Episodi 4)
- Andrés Bernal (Episodi 3)
- Ángel Saavedra (Episodi 3)
- Antonio Reyes (Episodi 2)
- Olga Rodríguez (Episodi 2)
- Antonio Gómiz (Episodi 2)
- Alonso Bernal (Episodi 2)
- Pablo James Pacheco Hendry (Episodi 2)
- Fernando Cueto (Episodi 1)
- Eduardo Cervera (Episodi 1)
- Irene Moral (Episodi 1)
- Joao Compasso (Episodi 1)

### Segona temporada

#### Repartiment principal
- Macarena García - Manuela Martín Casado
- Patricia López Arnaiz - Teresa Blanco Sánchez
- Ana Wagener - Luisa Fernández Mayoral
- Melina Matthews - Carmen Lara

#### Repartiment secundari
- Carla Campra - Flavia Cardesa González
- Lucía Díez - Margarita Ortega-Sánchez Camaño y López de Carrizosa
- Begoña Vargas - Roberta Luna Miñambres
- Abril Montilla - María Jesús Junio Crespo
- Paula de la Nieta - Macarena Panduro Alén
- Elena Gallardo - Candela Megía Rodas
- Dariam Coco - Inés
- Gloria Muñoz - Doña Manuela Casado García (Episodi 14/1, Episodi 16/3 - Episodi 21/8)
- Jordi Coll - Martín Arteaga Gómez-Berzosa (Episodi 14/1, Episodi 16/3 - Episodi 19/6, Episodi 21/8)
- Álvaro Mel - Tomás Peralta García de Blas
- Juanlu González - Ramón
- Javier Mora - Don Rafael Peralta (Episodi 14/1 - Episodi 15/2, Episodi 17/4, Episodi 19/6 - Episodi 21/8)
- César Vicente - Elías
- José Pastor - Rafael "Rafita" Peralta García de Blas (Episodi 15/2 - Episodi 19/6, Episodi 21/8)
- José Luis Barquero - Álvaro Peralta García de Blas (Episodi 15/2 - Episodi 16/3, Episodi 21/8)
- Carlos Olalla - Don Pascual Martín (Episodi 17/4 - Episodi 20/7)
- Paco Mora - Arcadio Pérez Fernández (Episodi 20/7)
- Raúl Ferrando - Enrique Hidalgo (Episodi 15/2, Episodi 17/4 - Episodi 20/7)
- Cecilia Freire - Ángela López Castaño (Episodi 14/1, Episodi 19/6)
- Pepa Gracia - Paula Alén (Episodi 19/6)
- Javier Ambrossi - Benito Padilla (Episodi 16/3)
- Javier Calvo - Jorge Merlot (Episodi 16/3)
- Joaquín Notario - Vicente Martínez (Episodi 14/1 - Episodi 16/3, Episodi 18/5; Episodi 20/7 - Episodi 21/8)
- Celia Freijeiro - María Antonia Miñambres (Episodi 14/1, Episodi 17/4)

#### Repartiment episòdic
- Oti Manzano - Dolores (Episodi 21/8)
- Elías Pelayo (Episodi 21/8)
- Antonio Cantos (Episodi 21/8)
- Silvia Aranda - Mujer de Rafael Peralta (Episodi 21/8)
- Carlos Navarro (Episodi 21/8)
- Daniela Saludes - Catalina (Episodi 20/7)
- Diego Godoy (Episodi 20/7)
- Luis Fernando Alvés - Pedro Muniesa (Episodi 19/6)
- Óscar Ortuño - Alumno de Madrid (Episodi 19/6)
- Iván Sánchez - Sergio (Episodi 19/6)
- Mª Ángeles Gómez (Episodi 18/5)
- Ignacio Rosado - Padre de Flavia (Episodi 18/5)
- Nicolás Montoya - Compañero de Vicente (Episodi 15/2, Episodi 18/5)
- Olga Lozano (Episodi 18/5)
- Jesús Agudo - Amante de Manuela (Episodi 18/5)
- Marta Ansino - María (Episodi 18/5)
- Miriam Serrano (Episodi 18/5)
- Alberto Reina (Episodi 18/5)
- Vicente Vergara (Episodi 17/4)
- Mauricio Bautista (Episodi 17/4)
- Omar Zaragoza - Fidel (Episodi 16/3)
- Rodrigo San Pedro (Episodi 16/3)
- Paloma Mariscal (Episodi 16/3)
- Aitor Sánchez (Episodi 16/3)
- Antonio Márquez (Episodi 14/1)
- Candela Fernández - Nieves (Episodi 14/1)
- Juan Navas (Episodi 14/1)
- Rafa Tubio (Episodi 14/1)
- Luis Hens (Episodi 14/1)
- Pedro López (Episodi 14/1)
- Francisco José Arcona (Episodi 14/1)

## Episodis i audiències a TVE
| Temporada | Temporada | Episodis | Estrena            | Final                | Audiència mitjana | Audiència mitjana | Audiència mitjana |
| Temporada | Temporada | Episodis | Estrena            | Final                | Espectadors       | Quota             |                   |
| --------- | --------- | -------- | ------------------ | -------------------- | ----------------- | ----------------- | ----------------- |
|           | 1         | 13       | 25 d'abril de 2018 | 25 de juliol de 2018 | 1 418 000         | 9,0%              |                   |
|           | 2         | 8        | 27 de maig de 2019 | 15 de juliol de 2019 | 1 362 000         | 9,2%              |                   |
| Total     | Total     | 21       | 25 d'abril de 2018 | 15 de juliol de 2019 | 1 390 000         | 9,1%              |                   |